# 서상철
서상철(徐相喆, 1935년 9월 19일∼1983년 10월 9일)은 대한민국의 경제학자, 대학교수, 경제관료, 정치인이다. 본관은 대구이며 충청남도 홍성 출신이다. 아버지는 서창순(徐昌淳)이며 어머니는 곽복순(郭福順)이다.

## 생애
1954년 서울고등학교를 졸업하였고, 서울대학교 상과대학 경제학과에 입학하였다. 재학 중 1955년 미국으로 유학 가서 1958년에 클라크 대학교 경제학과를 졸업하고 1959년 이 대학에서 경제학 석사학위를 받았다. 이어서 1964년에 하버드 대학교에서 경제학 박사학위를 받았다.
그 뒤 세계은행에서 근무하였고 1972년에 귀국하여 고려대학교 경제학과 교수가 되었다. 1973년부터 정치인 생활을 시작하여, 경제외교위원회 위원, 조세제도심의위원회 위원, 세계은행 한국대표 이사, 건설부 차관 등을 역임하였다.
1982년 동력자원부 장관에 임명되었다. 장관이었던 1983년 버마(현 미얀마)에 전두환 대통령 일행과 아웅산 국립묘지에 순방을 하러 갔다가 북한 테러단이 설치해 놓은 폭탄이 터지면서 그곳에서 48세의 나이로 순직했다.
1975년 매일경제신문사에서 수여하는 이코노미스트상을 받았고, 1983년 청조근정훈장이 추서되었다.

## 같이 보기
- 정운찬